# Carman
Carman  è un Comune del Canada (town), situato nella provincia di Manitoba, a circa 84,8 km da Winnipeg e 60 chilometri a nord dello stato americano del Nord Dakota.

## Clima
Il 25 luglio 2007 a Carman è stata misurata la più alta temperatura percepita del Canada: la combinazione di umidità e temperatura elevate (34 °C con un punto di rugiada pari a 30 °C) spinsero quella percepita a 53 °C.